# Combat de La Roche-Bernard
Chouannerie
Batailles
- 1er Vannes
- Fouesnant
- Scrignac
- Lannion
- Pontrieux
- Bourgneuf-la-Forêt
- Plumelec
- Savenay
- Loiré
- Ancenis
- 2e Vannes
- Pluméliau
- Pontivy
- 1er La Roche-Bernard
- 1er Rochefort-en-Terre
- Pacé
- Guérande
- Fleurigné
- Fougères
- Vitré
- Mané-Corohan
- Plabennec
- Saint-Pol-de-Léon
- Kerguidu
- Lamballe
- Saint-Perreux
- 2e Rochefort-en-Terre
- 2e La Roche-Bernard

Le combat de La Roche-Bernard se déroula à la suite d'une révolte paysanne contre la levée en masse lors de la Pré-Chouannerie.

## Prélude
Le 13 mars, les paysans des environs de Guérande, Savenay, Muzillac, et Pontchâteau se révoltent à leur tour contre la levée en masse, la totalité des paroisses de ces districts entrent en insurrection. Le 15 mars, 5 000 à 6 000 paysans, armés de faux venus des environs de La Roche-Bernard, Pontchâteau, et Guérande se rassemblent devant La Roche-Bernard. Les paysans ont placé à leur tête René Guiheneuf, dit Bodinet, de Pontchâteau, officier de l'Association bretonne.
La ville n'a pour se défendre que 115 ou 200, hommes, des soldats du 109e régiment d'infanterie de ligne, quelques gardes nationaux, des Gendarmes de Muzillac et quelques douaniers. La petite ville est encerclée et ne dispose d'aucun moyen de demander des secours. Face aux paysans, les Républicains déploient le drapeau rouge, leur signifiant ainsi de ne pas s'approcher.

## Le combat
Cependant avant d'attaquer, les insurgés préfèrent envoyer deux parlementaires qui somment aux Républicains de mettre bas les armes afin d'éviter le sac de la ville. Les forces des Républicains étant trop faibles, bien que mieux armées, et craignant que les habitants, peu patriotes, de La Roche-Bernard ne rejoignent les insurgés, le maire accepte de se rendre. Les patriotes de La Roche-Bernard laissent les paysans entrer dans la ville à condition de ne pas commettre de pillages. Les insurgés s'emparent de la ville et se mêlent aux assiégés, les belligérants fraternisent. Mais soudainement, un coup de feu éclate, René Guiheneuf s'écroule, tué par un gendarme. Les paysans reprennent alors leurs armes et engagent le combat, 22 Républicains sont tués, d'autres sont blessés et maltraités,.
Les Républicains survivants tentent alors de se replier du côté de la Vilaine, mais la retraite est coupée par un deuxième groupe d'insurgés venus des communes de Arzal, Marzan, Péaule, Muzillac, Ambon et Noyal-Muzillac. Désormais totalement encerclés, les Républicains préfèrent se rendre, ils sont désarmés et enfermés dans la ville.

## Conséquences
La place prise, les insurgés élisent un nouveau chef, Bernard, ancien officier de marine et frère du procureur syndic de Vannes. Cependant malgré ses forces, Bernard renonce à marcher sur Vannes et face à l'inaction du nouveau chef, la plupart des paysans décident de rentrer chez eux et se dispersent. 
De plus Bernard ne parvient pas à empêcher les pillages des maisons patriotes menés par quelques groupes d'insurgés. Les locaux du district et les maisons des patriotes sont pillées, les papiers du tribunal sont brûlés. Le port de la cocarde blanche est imposé aux habitants. 
Le lendemain de la prise de la ville, Joseph Sauveur, président du district de la Roche-Bernard et Le Floch, procureur-syndic sont sortis de leur prison par des insurgés et emmenés sous les invectives de la foule. Au cours de la marche, Le Floch est blessé de deux coups de fusil puis est achevé à coup de piques. Sauveur est conduit devant un calvaire, où les insurgés le somment de demander pardon au Christ et de crier « Vive le Roi ». Mais Sauveur crie « Vive la République » et est massacré à coups de fusil et de piques.
La mort héroïque de Sauveur impressionne tellement les Républicains que par la suite ils rebaptisent la ville « La Roche-Sauveur ».

Dans les jours suivants à La Roche-Bernard, les insurgés constituent un Conseil provisoire de Sûreté. Le 27 mars, ils envoient une proclamation aux patriotes: 

« Nous ne sommes point armés pour nous entre-détruire les uns les autres, mais bien pour résister à l'oppression, et pour faire entendre nos justes plaintes qui, quoique vous en disiez, ont été souvent rejetées. Aujourd'hui que vous vous dites disposés à les écouter et même à les faire valoir, nous allons vous les retracer en peu de mots.
Écartez de nous le fléau de la milice, et laissez aux campagnes des bras qui leur sont nécessaires. Vous nous parlez d'ennemis qui menacent nos foyers: c'est là que nous saurons les repousser, s'ils viennent nous attaquer; c'est là que nous saurons défendre contre eux et contre tous autres, nos femmes, nos enfants, nos bestiaux et nos récoltes, ou périr avec eux.
Rendez à nos vœux les plus ardents nos anciens pasteurs; ceux qui furent, dans tous les temps, nos bienfaiteurs et nos amis; qui, partageant nos peines et nos maux, nous aidaient à les supporter par de pieuses instructions et par leur exemple. Rendez-nous avec eux le libre exercice d'une religion qui fut celle de nos pères et pour le maintien de laquelle nous saurons verser jusqu'à la dernière goutte de notre sang.
Rendez à nos campagnes ceux de ces dignes pasteurs que vous retenez dans vos murs, et permettez à ceux qui se sont exilés de revenir nous distribuer les consolations dont nous avons grand besoin; leur retour ramènera partout la paix, l'union, la concorde.
Telles sont nos principales demandes. Nous y joignons notre vœu pour le rétablissement de la royauté, ne pouvant vivre sous un gouvernement républicain, qui ne présente à nos esprits que des idées de division, de troubles et de guerres. »